# ナキウサギ
ナキウサギ（鳴兎、鳴兔、啼兎、啼兔、英：Pika, rock rabbit, whistling hare）は、ウサギ目（重歯目）ナキウサギ科 Ochotonidae に分類される動物の総称。現生するものは1科1属で、同科には ナキウサギ属 Ochotona のみが属する。現在、30種が認められている。その名のとおり、高い警戒音でよく鳴く。
近縁種のウサギ科に比べると、総じて耳介は小さく、一見ネズミ、またはハムスターのような姿を持つ。
属名の Ochotona は、モンゴル語の ogotona または ochodona に由来する。また、英名の Pika はツングース語の piika に由来するため、本来は/pika/（ピカ）と読むのが正しいが、そのスペリングから /'paɪ·ka/（パイカ）と読まれることが多い。
日本には、北海道中央部の山岳地帯にキタナキウサギ (O. hyperborea, Northern Pika) の亜種、エゾナキウサギ O. h. yesoensis が棲息する。

## 生息地
ナキウサギは、アジア・北アメリカおよび東ヨーロッパの一部に分布する。多くの種は、寒冷な気候で隠れ家となる割れ目のある高山の岩場にかなり広い縄張りを持って単独で生息するが、中にはプレーリードッグのように温暖な気候の草原に複雑な巣穴を掘って群れで生活する種もあり、その中のあるものは、開けたステップに棲息する。また、草原に棲む種類は辺りを見回す為に2本脚で立つことができる。草原に棲む種類は他の生物と共存していることが多く、ユーラシアの草原では、しばしばナキウサギの巣穴にユキスズメ類が巣を作り、両者は同じ巣の中で共存している。
考古学者の Donald Grayson が、Journal of Biogeography 誌2006年1月の記事で警告しているところによると、人類の活動と世界的な気候変動により、アメリカのナキウサギの生息域の高度は上昇しつつあり、これによりこの個体群が絶滅に至る可能性もあるという。Grayson はシエラネバダ山脈からロッキー山脈に至る地域の過去4万年にわたるナキウサギの棲息域を調査した。これより早く、Journal of Mammalogy 誌にも、同様の結論を導く記事が掲載されている。

## 特徴
ナキウサギは一見ハムスターのような小動物で、短い四肢と丸い耳、短い尾をもつ。サイズは種によって異なるが、体長約18-20cm、尾長2cm弱、体重75-290g。狭義のウサギ類と同様、餌を食べた後、まず緑色のやわらかい糞をし、さらに栄養を摂取するために、この糞を食べる。その後、固形のコロコロした糞をする。
ナキウサギは草食であり、さまざまな植物を採食する。その棲息地により、主に草やスゲ類、潅木の小枝、コケ、地衣類などを食べる。地域によっては食糞によって栄養補給するものもいる。ウサギ目の他の動物と同様、ナキウサギは切歯をもつが犬歯を欠き、また、臼歯の数は狭義のウサギ類より少ない。歯式は 2.0.3.2/1.0.2.3 （切歯、犬歯、小臼歯、大臼歯）となる。
岩地で暮らすナキウサギは、1度に5頭までの子しか産まないが、巣穴を掘る種は、これより多くの子を産む傾向があり、繁殖の頻度もより高い。この違いはおそらく、後者の棲息地の方が、より豊かな資源を活用できることによるものと思われる。妊娠期間は25-30日程度。

## 習性
ナキウサギは昼行性または薄暮性で、通常は昼間の方が活動的であり、標高の高い地域に棲息する。最も高い活動性を示すのは、冬になる前の時期である。ナキウサギは冬眠しないため、冬の間のあたたかい寝床兼食料として、自ら作った干し草を必要とする。ナキウサギは新鮮な草を集め、それらを積んで山を作り、干し草にする。草が乾ききると、巣穴に運び込んで貯蔵する。他の個体の作った干し草をかすめ取る行動は珍しくない。そういった行動の結果としての争いは、アオダイショウやオコジョや猛禽類のような近隣の捕食者に、漁夫の利を与えることになる。
ユーラシアのナキウサギは、一般的に家族単位で暮らし、餌の収集と見張りを各個体が分担する。そのうちの少なくとも数種は、なわばりをもつ。一方、北米のナキウサギ（O. princeps と O. collaris）は単独性であり、繁殖期を除いて単独で暮らす。

## 分類
- 重歯目（ウサギ目） LAGOMORPHA[1]
  - ナキウサギ科 Family Ochotonidae： ナキウサギ
    - ナキウサギ属 Ochotona
      - Pika　亜属： 北方に棲息する種
        - Ochotona alpina　Alpine Pika　タカネナキウサギ
        - Ochotona argentata　Silver Pika　ギンナキウサギ
        - Ochotona collaris　Collared Pika　クビワナキウサギ
        - Ochotona hoffmanni　Hoffmann's Pika　ホフマンナキウサギ
        - Ochotona hyperborea　Northern Pika / Siberian Pika　キタナキウサギ
          - O. h. yesoensis　Japanese Pika　エゾナキウサギ

        - Ochotona pallasi　Pallas's Pika　アルタイナキウサギ
        - Ochotona princeps　American Pika　アメリカナキウサギ
        - Ochotona turuchanensis　Turuchan Pika　トゥルチャンナキウサギ

      - Ochotona　亜属： 潅木帯・ステップに棲息する種
        - Ochotona cansus　Gansu Pika / Gray Pika　カンシュクナキウサギ
        - Ochotona curzoniae　Plateau Pika / Black-lipped Pika　クチグロナキウサギ
        - Ochotona dauurica　Daurian Pika　ダウリアナキウサギ
        - Ochotona huangensis　Tsing-ling Pika　チンリンナキウサギ
        - Ochotona nubrica　Nubra Pika　ヌブラナキウサギ
        - Ochotona pusilla　Steppe Pika　ステップナキウサギ
        - Ochotona rufescens　Afghan Pika　アフガンナキウサギ
        - Ochotona thibetana　Moupin Pika　チベットナキウサギ
        - Ochotona thomasi　Thomas's Pika　トマスナキウサギ

      - Conothoa　亜属： 山地に棲息する種
        - Ochotona erythrotis　Chinese Red Pika　チュウゴクナキウサギ
        - Ochotona forresti　Forrest's Pika　フォレストナキウサギ
        - Ochotona gaoligongensis　Gaoligong Pika　ガオリゴンナキウサギ
        - Ochotona gloveri　Glover's Pika　グローバーナキウサギ
        - Ochotona himalayana　Himalayan Pika　ヒマラヤナキウサギ
        - Ochotona iliensis　Ili Pika　イリナキウサギ[4]
        - Ochotona koslowi　Kozlov's Pika　コズロフナキウサギ
        - Ochotona ladacensis　Ladak Pika　ラダックナキウサギ
        - Ochotona macrotis　Large-eared Pika　オオミミナキウサギ
        - Ochotona muliensis　Muli Pika　ムリナキウサギ
        - Ochotona nigritia　Black Pika　クロナキウサギ
        - Ochotona roylei　Royle's Pika　ロイルナキウサギ
        - Ochotona rutila　Turkestan Red Pika　アカナキウサギ

## 関連画像

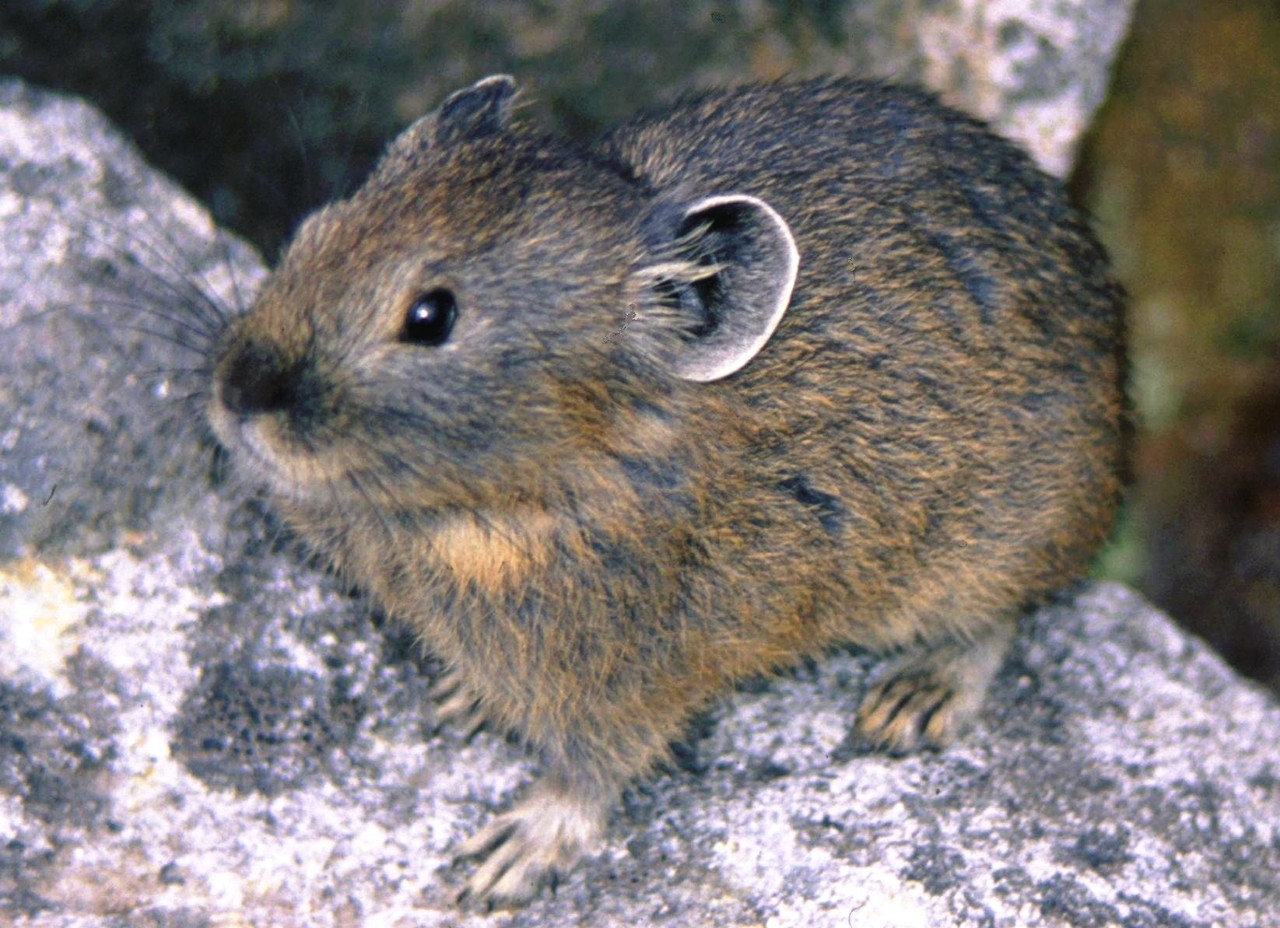
エゾナキウサギ(O. h. yesoensis; Japanese Pika)

## 脚註
1. 1 2  

Hoffmann, Robert S.; Andrew T. Smith (November 16, 2005). in Wilson, D. E., and Reeder, D. M. (eds): Mammal Species of the World Archived 2007年6月23日, at the Wayback Machine., 3rd edition, Johns Hopkins University Press, 185-193. ISBN 0-801-88221-4.
2. ↑  長らく、14種とされてきた。
3. 1 2  Kawamichi, Takeo (1984). Macdonald, D.. ed. The Encyclopedia of Mammals. New York: Facts on File. pp. 726-727. ISBN 0-87196-871-1
4. ↑  “もふもふカワイイ!絶滅危惧種イリナキウサギが20年ぶりに中国で発見される”.   FUNDO (2015年3月25日). 2017年7月12日閲覧。